# Shannonomyia lentina
Shannonomyia lentina är en tvåvingeart som beskrevs av Alexander 1928. Shannonomyia lentina ingår i släktet Shannonomyia och familjen småharkrankar. Inga underarter finns listade i Catalogue of Life.